# Бхилайский металлургический завод
Бхилайский металлургический завод (БМЗ), расположен в Бхилаи, в индийском штате Чхаттисгарх, был построен с помощью СССР в 1955 году. Является крупнейшим производителем стальных рельсов в Индии, а также крупным производителем широкого стального листа и другой металлургической продукции. Завод также выпускает и продает различные химические побочные продукты из коксовых печей.
Является одиннадцатикратным победителем премии премьер-министра за лучший металлургический комбинат в стране, Бхилайский металлургический завод (БМЗ) является единственным в Индии производителем рельсов и тяжелых стальных листов и основным производителем конструкционной стали. Завод является единственным поставщиком в стране длинных рельсов, наиболее длинные 130 метровые рельсы он начал производить с 29 ноября 2016. завод также производит такие продукты, как катанку и прочие металлоизделия. Бхилайский металлургический комбинат был флагманом металлургического подразделения компании, Steel Authority of India Limited и является его крупнейшим и наиболее прибыльным производством.

## История
Правительство Индии и СССР заключили соглашение, которое было подписано в Нью-Дели на 2 марта 1955 года для создания интегрированного металлургического комбината в Бхилаи с первоначальной мощностью в один миллион тонн стального слитка.
Основное внимание при выборе Бхилаи было наличие железной руды в Далли Раджара (около 100 км от места), известняка в Нандини (примерно в 25 км от места), и доломита в Хирри (около 140 км). Завод был введён в эксплуатацию с вводом первой доменной печи тогдашним президентом Индии, Раджендрой Прасадом, 4 февраля 1959 года. В сентябре 1967 года производительность завода была увеличена до 2,5 млн тонн, а в 1988 году — до 4 млн тонн в год. Основной упор на той стадии — возведение машины непрерывного литья заготовок толстолистового стана, новая технология отливки стали в Индии.…..

## Организационная структура
Имеется руководство, завод состоит из нескольких цехов и представительства в Дели.

## Программы модернизации и расширения
Разрабатываемые проекты включают новую станцию сжатого воздуха, кислородный завод, новую установок для поддержки содержания железа в руде и расширение мощностей. На данный момент общие запасы железной руды бхилайского металлургического завода ограничены месторождением железной руды комплекса (МОК) -Дали Раджара. По некоторым данным запасы МОК, истощены, Но есть альтернативы-это открытие рудника по добыче железной руды в Роухат, примерно в 80 километров (50 миль) от Дали Раджара в районе Нараньяпур, штат Чхаттисгарх. Соответственно, бхилайский металлургический завод будут разрабатывать шахты на месторождении Роухат с производственной мощностью 14.0 т в год в течение 2011-12 годов. По экологическим причинам, обогатительная фабрика должна быть сухого типа . Однако экологический акт 1980 ещё не работает.
Бхилайский металлургический завод произвел сталь для одной из железных дорог, строительства 345 км (214 миль) железнодорожной линии между Джамму и Барамулла при вложении ₹19,000 рупийШаблон:INRConvert. БМЗ также выпустил специальный сорт ТМТ арматуры для использования на большой высоте внутри тоннеля Банипал. БМЗ также выпустил специальные магнитные пластины для индийской Нейтринной обсерватории (Ино) проекта ядерных исследований Бхабха центра (АИЦ). Он также разработал специальный класс высокопрочных (DMR249A) сталей для создания в Индии первого противолодочного корвета, Kamorta

## Охрана окружающей среды
БМЗ принял меры в области управления отходами, использования ресурсов и борьбы с загрязнением и инициировал ряд программ по сокращению отходов. Помимо сокращения выбросов парниковых газов на выходе, БМЗ заменил озоноразрушающие КТК, с помощью ПРООН. БМЗ заработал добровольные сокращения выбросов (ВСВ), (типа углеродных кредитов) для двух своих проектов. Соблюдая корпоративную ответственность в области охраны окружающей среды, он предпринял шаги, чтобы "проверить летучие выбросы из Коксовых печей и установил воздушное охлаждение самоуплотняющихся дверей и это привело к значительному снижению выбросов .Завод ввел обеспыливающие системы, электрофильтров и системы вдувания угольной пыли в доменные печи .
Бхилайский металлургический завод в Бхилаи управляет поселком, который имеет 13 секторов.

## Утечка газа 2014 года
12 июня 2014 года, утечка газа в Бхилайском металлургическом заводе погибли шесть человек, включая двух высокопоставленных чиновников. Более 50 человек пострадали в результате аварии. Поломка водяного насоса привела к тому, что произошла утечка ядовитого газа угарного газа, который проник в помещение за счет разности давлений вдоль линии очистки камеры.
Среди погибших были два заместителя генерального директора, а среди раненых персонал Центральных сил промышленной безопасности, а также рабочие и служащие государственного сектора завода. Утечка началась около 6:10 вечера.

## Выпуск продукции
| Ассортимент продукции                      | Тонн/год  |
| ------------------------------------------ | --------- |
| Заготовки                                  | 533 000   |
| Железнодорожные и тяжелые конструкции      | 750 000   |
| Металлопродукция (уголки, швеллеры, круги) | 500 000   |
| Катанка (ТМТ, проволока & арматура)        | 420 000   |
| Плиты (до 3600 мм)                         | 950 000   |
| Общий объём товарной стали                 | 3 153 000 |

## В культуре
- «Символ дружбы» — документальный фильм 1960 года о работе советских специалистов на строительстве металлургического завода.
- «Серебряный юбилей Бхилаи» — документальный фильм 1984 года
- Книга «Дружба, скреплённая сталью» — автор — Рогинцев, Иван Иванович
- Trip to the heart of India or, how Tomsk technician lead the construction of metallurgical combine in Bhilai — author — Zherebin Boris
- «Школа Бхилаи» — мемуары советских специалистов, опубликованные в газете «Магнитогорский металл» в 2016 (147, 150) — 2017 (8,11, 42) годах.